# Comuna Săceni, Teleorman
Săceni este o comună în județul Teleorman, Muntenia, România, formată din satele Butculești, Ciurari și Săceni (reședința).

## Toponimie
Locuitorii comunei au fost strămutați, în jurul anului 1800, din comuna Seaca (actualul județ Olt), secenii dând numele noului sat în puțină vreme - Săceni

## Demografie
Componența etnică a comunei Săceni
     Români (86,84%)
     Romi (2,08%)
     Alte etnii (0%)
     Necunoscută (11,08%)
Componența confesională a comunei Săceni
     Ortodocși (86,65%)
     Adventiști (2,18%)
     Alte religii (0%)
     Necunoscută (11,18%)
Conform recensământului efectuat în 2021, populația comunei Săceni se ridică la 1.011 locuitori, în scădere față de recensământul anterior din 2011, când fuseseră înregistrați 1.373 de locuitori. Majoritatea locuitorilor sunt români (86,84%), cu o minoritate de romi (2,08%), iar pentru 11,08% nu se cunoaște apartenența etnică. Din punct de vedere confesional, majoritatea locuitorilor sunt ortodocși (86,65%), cu o minoritate de adventiști (2,18%), iar pentru 11,18% nu se cunoaște apartenența confesională.

## Istorie
La sfârșitul secolului al XIX-lea, comuna făcea parte din plasa Târgului al județului Teleorman și era alcătuit doar din satul Săceni, cu o populație de 732 de locuitori. În comună funcționa o școală mixtă frecventată de 31 de elevi, o biserică și o moară cu aburi. La acea vreme, în aceiași plasă mai funcționau comunele Butculești și Ciurari. Comuna Butculești era alcătuită din satele Butculești și Sârbi-Sfințești, având o populație de 1067 de locuitori. În comună funcționau o școală mixtă cu 87 de elevi și două biserici. Comuna Ciurari era alcătuită doar din satul Ciurari, având o populație de 1450 de locuitori. În comună funcționa o școală frecventată de 17 elevi și două biserici.
Anuarul Socec din 1925, consemnează comuna în plasa Roșiorii de Vede a aceluiași județ având o populație de 1489 de locuitori. Comuna Butculești este consemnată în aceiași plasă, devenind o comună de sine-stătătoare, alcătuită doar din satul cu același nume, având o populație de 823 de locuitori. Comuna Ciurari este consemnată în plasa Tecuci-Kalinderu a aceluiași județ, având o populație de 1593 de locuitori. În anul 1931, după o reorganizare administrativ-teritorială, comuna Ciurari este desființată și contopită cu comuna Săceni.
În anul 1950, comunele au trecut în administrația raionului Roșiorii de Vede al regiunii Teleorman, raion care, doi ani mai târziu, a fost inclus în regiunea București. În timp, comuna Butculești a fost desființată și ea, și a fost inclusă în comuna Săceni.
În anul 1968, comuna a trecut la județul Teleorman, în actuala structură.

## Politică și administrație
Comuna Săceni este administrată de un primar și un consiliu local compus din 9 consilieri. Primarul, Marin Vișănoiu[*], de la Partidul Social Democrat, este în funcție din 2016. Începând cu alegerile locale din 2024, consiliul local are următoarea componență pe partide politice:
|  | Partid                          | Consilieri | Componența Consiliului | Componența Consiliului | Componența Consiliului | Componența Consiliului |
|  | ------------------------------- | ---------- | ---------------------- | ---------------------- | ---------------------- | ---------------------- |
|  | Partidul Social Democrat        | 4          |                        |                        |                        |                        |
|  | Partidul Național Liberal       | 3          |                        |                        |                        |                        |
|  | Alianța pentru Unirea Românilor | 2          |                        |                        |                        |                        |

## Monumente istorice
Două monumente istorice se găsesc în comuna Săceni, ambele găsindu-se în satul Butculești, printre care: Biserica "Nașterea Maicii Domnului", "Sfântul Ioan Botezătorul", localizat în cimitirul vechi care datează din anul 1843 și școala veche din sat, localizat în centrul localității care datează de la sfârșitul secolului al XIX-lea.